# Finerenone
Finerenone (INN, USAN) (tên mã phát triển BAY-94-8862) là một loại thuốc chống dị ứng không steroid trong các thử nghiệm lâm sàng giai đoạn III để điều trị suy tim mạn tính Tính đến  tháng 10 năm 2015. Nó có ái lực tương đối ít hơn với các thụ thể hoóc-môn steroid khác so với các thuốc kháng vi-rút có sẵn như eplerenone và spironolactone, điều này sẽ dẫn đến ít tác dụng phụ như gynaecomastia, bất lực và ham muốn thấp 

## Dược lý
Finerenone ngăn chặn các thụ thể mineralocorticoid, làm cho nó trở thành thuốc lợi tiểu tiết kiệm kali.
Bảng này so sánh nồng độ ức chế (chặn) (IC 50, đơn vị: nM) của ba loại thuốc kháng vi trùng. Ức chế thụ thể khoáng chất chịu trách nhiệm cho hành động mong muốn của thuốc, trong khi đó ức chế các thụ thể khác có khả năng dẫn đến tác dụng phụ. Giá trị thấp hơn có nghĩa là ức chế mạnh hơn.    
|                          | Spironolactone | Eplerenone | Finerenone |
| ------------------------ | -------------- | ---------- | ---------- |
| Thụ thể mineralcorticoid | 24             | 990        | 18         |
| Thụ thể glucocorticoid   | 2400           | 22.000     | > 10.000   |
| Thụ thể androgen         | 77             | 21.200     | > 10.000   |
| Thụ thể progesterone     | 740            | 31.200     | > 10.000   |

Các loại thuốc được liệt kê ở trên có ái lực không đáng kể đối với thụ thể estrogen.     

Finerenone hoạt động như một chất đối kháng với các thụ thể mineralocorticoid chứa đột biến S810L, không giống như các chất ức chế MR truyền thống khác như spironolactone và eplerenone hoạt động như chất chủ vận.

## Hóa học
Không giống như antimineralocorticoids hiện được bán trên thị trường, finerenone không phải là một steroid mà là một dẫn xuất dihydropyridine.

## Nghiên cứu
Thuốc cũng đang được nghiên cứu trong các thử nghiệm đầu tiên để điều trị bệnh thận đái tháo đường.